# Оперативно-тактичні навчання «Море-96»
Оперативно-тактичні навчання Море-96 — перші оперативно-тактичні навчання Військово-Морських Сил України «Море-96» які відбулись з 29 липня по 1 серпня 1996 року під прапором Верховного Головнокомандувача Збройних Сил України.

## Перебіг
У навчаннях узяло участь 10 кораблів:
- фрегат Гетьман Сагайдачный
- малий розвідувальний корабель Сімферополь
- РК Прилуки
- ВДК Костянтин Ольшанський
- Чернігів,
- Луцьк
- Хмельницький
- Вінниця
- ракетний катер «Каховка»

також:
- Морська авіація України
- Морська піхота.

Загалом, у навчаннях узяли участь понад 2,5 тисячі моряків, льотчиків, морських піхотинців та інших військовиків ВМС.
До авіаційної групи було включено літак Бе-12, вертоліт Ка-27. Від ВПС ЗС України залучалися 2 Су-27 і 4 Су-24, від сил ППО – три зенітно-ракетних і одна радіотехнічна бригади, окремий батальйон РЕБ 60-го корпусу ППО. 
Навчання були проведені за ініціативою на той час заступника міністра оборони України — командувача ВМС України віцеадмірала Володимира Безкоровайного.

## Оцінки
Президент України високо оцінив професіоналізм командирів та майстерність особового складу флоту і видав Указ від 17 серпня 1996 р. № 708/96 “Про День Військово-Морських Сил”, згідно з яким професійне свято військових моряків щорічно відзначається 1 серпня.